# Jon Larsen
Jon Larsen (Bærum, Noruega, 7 de enero de 1959) es un guitarrista de jazz gitano, productor discográfico, pintor e investigador científico. Fundador del grupo Hot Club de Noruega. En 2007 recibió el Premio Buddy por su contribución de por vida al jazz.

## Carrera
En su adolescencia temprana, Jon Larsen aprendió canciones de rock y soul en una guitarra acústica de cuerdas de acero. A través de amigos, descubrió el blues, el jazz, el flamenco y la guitarra clásica. Después de escuchar «Tears» de Django Reinhardt en la radio, decidió que así quería que sonara su guitarra. A los diecisiete años formó un trío de cuerdas y consiguió su primer trabajo profesional.
En la década de 1970, Larsen trabajó principalmente como pintor. En 1980 fundó el Hot Club de Noruega con los guitarristas Per Frydenlund y el bajista Svein Aarbostad. Tuvieron un éxito cuando se presentaron con el cantante pop Lillebjørn Nilsen. Larsen fundó la discográfica Zonic Entertainment para grabar músicos influenciados por Frank Zappa. Ha colaborado con Chet Baker, Philip Catherine, Stéphane Grappelli, Warne Marsh, Biréli Lagrène, Babik Reinhardt y Jimmy Rosenberg. Ha producido más de 450 discos de jazz para su sello, Hot Club Records.
Dirigió un grupo de músicos que tocaron con Zappa, incluyendo a Arthur Barrow, Jimmy Carl Black, Bruce Fowler, Bunk Gardner, Tommy Marth y Don Preston. Grabaron el álbum Strange News from Mars.
Symphonic Django fue lanzado en 2008 por Storm Films, que también produjo un documental sobre Larsen y el virtuoso de la guitarra Jimmy Rosenberg titulado Jon & Jimmy. En 2012, el documental ganó el Premio Edison holandés.
Después de ocho años de investigación, su libro sobre el polvo cósmico en entornos urbanos, En busca de polvo de estrellas: asombrosos micrometeoritos y sus impostores terrestres (In Search of Stardust: Amazing Micro-Meteorites and Their Terrestrial Imposters), fue publicado en 2017.
En 2020, apareció en el documental de Werner Herzog, Fireball: Visitantes de Mundos más Oscuros, donde demostró los métodos de muestreo de micrometeoritos en entornos urbanos.

## Discografía

### Como líder
- Guitar Sax Guitar & Bass (Hot Club, 1985)
- Superstrings (Hot Club, 1992)
- Jon Larsen & Pascal De Loutchek (Hot Club, 1994)
- Guitaresque with Pascal De Loutchek, Stian Mevik (Hot Club, 1994)
- The Swinging Guitar of Jon Larsen (Hot Club, 1995)
- The Next Step (Hot Club, 2003)
- Vertavo Live in Concert (Hot Club, 2006)
- Short Stories from Catalonia (Hot Club, 2006)
- Strange News from Mars (Zonic, 2007)
- The Jimmy Carl Black Story (Zonic, 2008)[6]
- Willie Nickersons Egg (Hot Club, 2009)

Con Hot Club de Noruega
- String Swing (Herman, 1981)
- Old, New, Borrowed & Blue (Hot Club, 1982)
- Gloomy (Hot Club, 1984)
- Swing de Paris (Hot Club, 1986)
- La Roue Fleurie (Hot Club, 1992)
- Vertavo (Hot Club, 1995)
- Moreno (Hot Club, 1999)
- Swinging with Vertavo, Angelo & Jimmy (Hot Club, 2001)
- White Night Stories (Hot Club, 2002)
- A Stranger in Town (Hot Club, 2003)
- Django Music (Hot Club, 2008)
- A Portrait of Jon Larsen (2009)[7]

### Como acompañante
- Lillebjorn Nilsen, Original Nilsen (Studio B, 1982)
- Lillebjorn Nilsen, Hilsen Nilsen (Grappa, 1985)
- Ole Paus, Pausposten Extra! (Norsk 1996)
- Jimmy Rosenberg, Django's Tiger (Hot Club, 2003)

## Libros
- Maler I Solnedgang (Painter in the Sunset) – 2009
- Norske Meteoritter – 2014
- Zappa I Norge – 2015
- In Search of Stardust – 2016
- Robert Normann - Tusenkunstneren fra Sundløkka – 2016
- Hot Club de Norvège 1979-2019 – 2019
- On the Trail of Stardust – 2019
- Atlas of Micrometeorites – 2020